# نقطة قالوز
نقطة قالوز (64 ° 20′S 62 ° 59′W الإحداثيات: 64 ° 20′S 62 ° 59′W) هي أقصى شمال نقطتين منخفضتين متوازيتين تشيران إلى أقصى جزيرة جاما في جزر ملكيور ، أرخبيل بالمرأرخبيل بالمر. من المحتمل أن الاسم قد أطلقه أفراد تحقيقات ديسكفري الذين قاموا بمسح النقطة تقريبًا في عام 1927. وقد أعادت البعثات الأرجنتينية مسح هذه النقطة في أعوام 1942 و 1943 و 1948.